# Longshu (köping i Kina, Sichuan, lat 31,40, long 105,17)
Longshu (kinesiska: 龙树镇, 龙树) är en köping i Kina. Den ligger i provinsen Sichuan, i den sydvästra delen av landet, omkring 130 kilometer nordost om provinshuvudstaden Chengdu. Antalet invånare är 16 791. Befolkningen består av 7 973 kvinnor och 8 818 män. Barn under 15 år utgör 13,0 %, vuxna 15-64 år 74 %, och äldre över 65 år 11,0 %.
Genomsnittlig årsnederbörd är 1 308 millimeter. Den regnigaste månaden är juli, med i genomsnitt 331 mm nederbörd, och den torraste är december, med 4 mm nederbörd.